# Мурабітіну
Мурабіті́ну (порт. morabitino, МФА: [mu.ɾɐ.bɨ.ˈti.nu]) — золота монета в середньовічній Португалії. В іспанській нумізматичній літературі класифікуються як різновид мараведі.

## Опис
Карбувалася у незначній кількості за правління португальських королів Афонсу I (1139—1185), Саншу I (1185—1211), Афонсу II (1211—1223), Саншу II (1223—1247) й Афонсу III (1248—1279). Походить від мусульманських золотих динарів, так само як іспанські золоті мараведі. Назва — перекручена форма імені династії Альморавідів (араб. المرابطون, al-Murābiṭūn).
Всупереч ісламській та ранньоіспанській традиції мали зображення — португальський король (реверс) та герб Португалії з п'ятіркою щитків (аверс). На аверсі розміщувалася легенда латинською мовою «В ім'я Отця, і Сина, і святого Духа, Амінь» (лат. In Nomine Patris, et Filii, et Spiritus Sancti, Amen). До сьогодні збереглися лише оригінальні морабітіно XIII століття; золоті монети Афонсу І, що були знайдені в XIX столітті, виготовлені з американського золота XVI століття, й, найімовірніше, є підробками. Як засіб обігу та платежу широко не використовувався, а носив, скоріше, прокламативну роль. 2009 року в Португалії були випущені монети євро, в серії «Португальські нумізматичні скарби», у вигляді мурабітіну короля Саншу II.

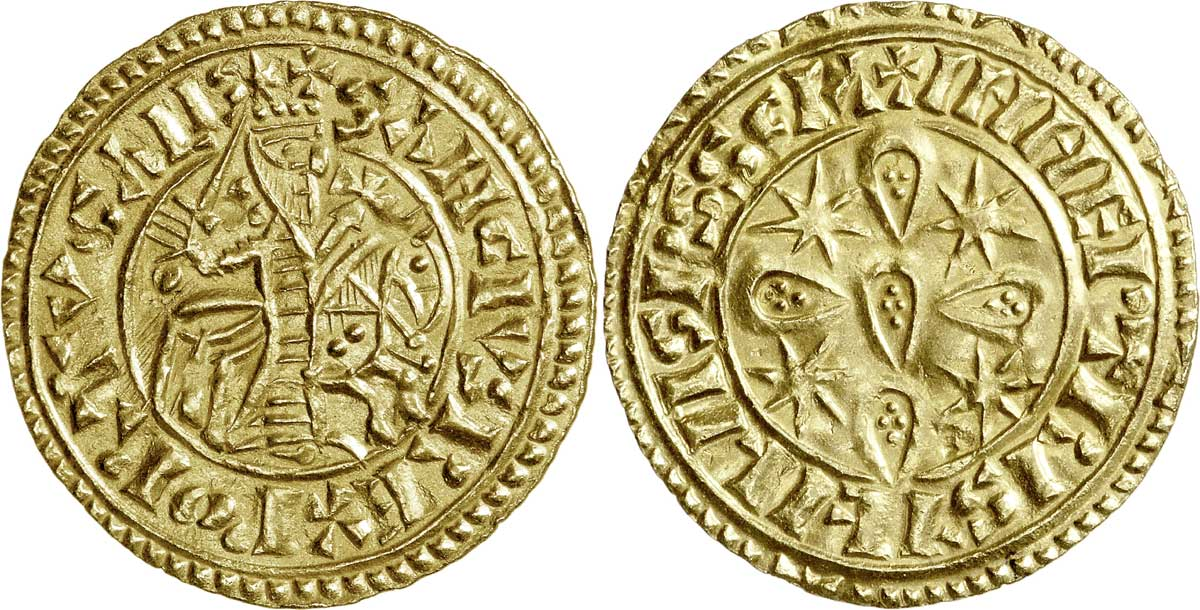
Мурабітіну Саншу І
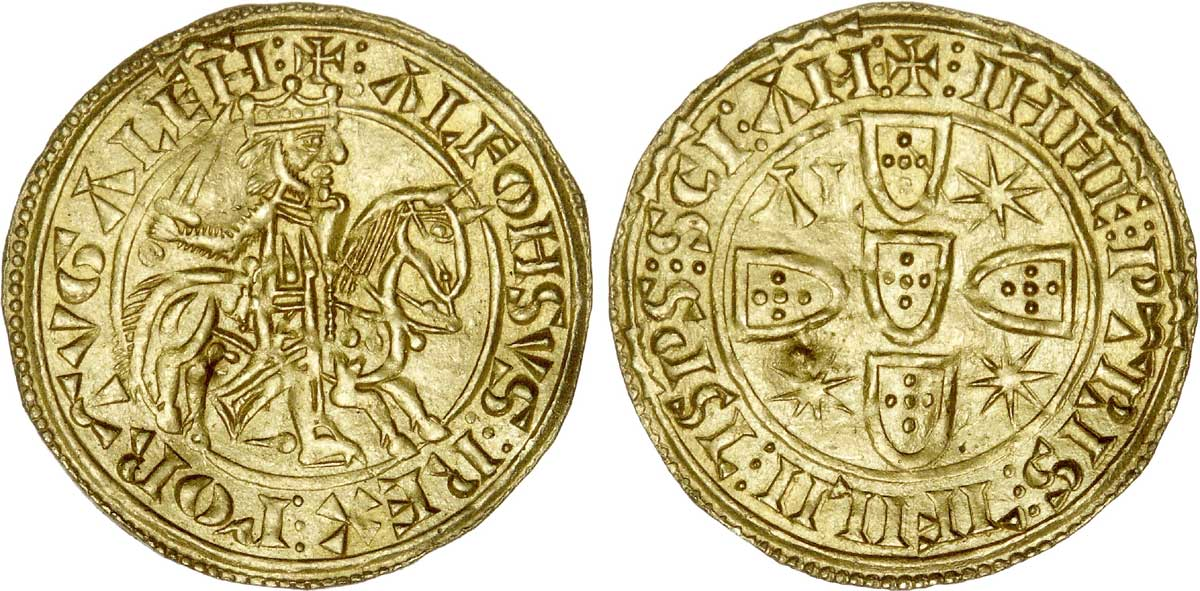
Мурабітіну Афонсу III
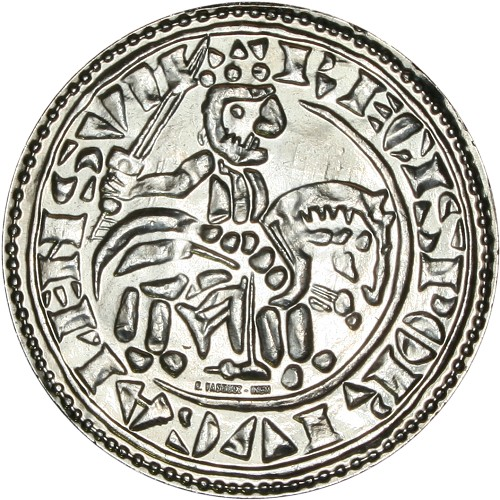
Євро 2009 року